# Nanoe
Nanoe – opracowany przez japońską firmę Panasonic system oczyszczania i nawilżania powietrza. Technologia bazuje na cząstkach wody o rozmiarze ok. 5-20 nm zawierających rodniki hydroksylowe (OH). Ich zdolność do wiązania wodoru hamuje rozprzestrzenianie się bakterii, wirusów, pleśni, pyłków, alergenów oraz brzydkich zapachów w powietrzu. Cząstki nanoe powstają w wyniku poddania pary wodnej znajdującej się w powietrzu działaniu prądu o wysokim napięciu. Nazwa rozwiązania pochodzi od angielskich słów nano-technology oraz electric. 
Technologia Nanoe znalazła zastosowanie w oczyszczaczach powietrza, pralkach, lodówkach czy klimatyzatorach. Rozwiązanie jest stosowane również w układach klimatyzacji samochodowej. Pierwszym autem z tą technologią była Toyota Camry z 2012 roku. System w swoich modelach stosuje również japoński Lexus. 